# In de mist van het schimmenrijk
In de mist van het schimmenrijk. Fragmenten uit het oorlogsdagboek van de student Karel R. is een novelle van de Nederlandse schrijver Willem Frederik Hermans, in maart 1993 verschenen als het boekenweekgeschenk van dat jaar. De Boekenweek hanteerde dat jaar als motto "Het leven geschreven - Dagboeken, brieven en biografieën". Het in een literaire dagboekvorm gegoten verhaal is gebaseerd op het manuscript van Argeloze terreur, een roman over het verzet die Hermans kort na de oorlog tevergeefs bij diverse uitgeverijen probeerde te slijten.
In april 1994 verscheen bij De Bezige Bij een nieuwe editie onder de titel Madelon in de mist van het schimmenrijk. Door de langere titel wordt de suggestie gewekt dat niet Karel R., maar Madelon de hoofdpersoon is. Zoals Hermans' gewoonte was bij herdrukken van zijn boeken, bracht hij vele kleine en ook een aantal grotere veranderingen aan in de novelle, die met bijna 40 bladzijden werd uitgebreid. Fouten werden hersteld, de samenhang werd vergroot en de voornaamste literaire motieven werden versterkt.

## Autobiografische achtergrond
Aan de basis van het verhaal ligt een liefdesverhouding die de auteur van september 1943 tot augustus 1944 onderhield met Gertruda 'Truus' Wilhelmina Comes, die bijna drie jaar ouder dan Hermans was. Vrienden noemden haar Puck Esser, omdat zij samenwoonde met Koos Esser, met wie ze later trouwde. Zij stond model voor het personage Madelon.
Hermans leerde Truus in september 1943 kennen tijdens een tekenles. Zij woonde op kamers in de Valeriusstraat te Amsterdam en reageerde aanvankelijk afwerend op de avances van Hermans. Eind oktober kwam de liefdesaffaire toch op gang, met wandelingen in het Vondelpark, bezoek aan tentoonstellingen. Soms haalt Hermans haar op van het hoofdpostkantoor waar zij bij de afdeling telegrafie werkte bij de telegramcensuur, omringd door Duitsers. Zelf had ze contacten in het verzet: 'Als ze berichten opving waarvan ze dacht dat die van belang waren voor het verzet gaf ze die door.'
De relatie kenmerkte zich volgens biograaf Willem Otterspeer door een afwisseling van 'aanhalen en afstoten', resulterend in 'verzet noch overgave'. In november 1943 en februari 1944 bezochten ze in het Koninklijk Concertgebouw een Chopinprogramma door pianist Gerard Hengeveld respectievelijk Rucky van Mill. Ook bezochten ze samen toneelvoorstellingen.
Hermans ging ook om met haar verloofde Koos, zijn rivaal in de liefde, zodat volgens Otterspeer van een 'ménage à trois' sprake was; soms gaan ze met zijn drieën uit. In december vernam Hermans dat Truus klappen kreeg van haar verloofde. In maart 1944 gebruikte Hermans Truus als typiste aan wie hij een toneelstuk dicteerde. Nog dezelfde maand schreef ze hem erover 'dat we elkaar maar beter (volgens jouw mening) niet meer kunnen zien.' Hermans stelde haar een ultimatum: 'Als jij K. niet verlaat, en wel volkomen, is alles uit tussen ons.'
In juni maakte Hermans het uit en probeerde Truus het weer aan te krijgen. In juli was ook haar relatie met Koos (even) voorbij. In een brief van 28 juli vermeldde ze het lot van opgepakte onderduikers bij het Centraal Station: 'de landwacht heeft hem door z'n hersens geknald, zodat het water wel de Rode Zee leek.' in haar laatste brief aan Hermans, van 2 augustus, beklaagde zich dat hij niets meer van zich liet horen. In 1945 trouwde ze alsnog met Koos.
Deze liefdesgeschiedenis is dezelfde als die uit de gedichtencyclus Kussen door een rag van woorden, die Hermans in 1944 clandestien liet verschijnen. Truus Esser stond ook model voor twee andere personages uit het oeuvre van Hermans: Carola uit De tranen der acacia's uit 1949, en Ernie uit de roman Ik heb altijd gelijk uit 1951. Literatuurwetenschapper G.F.H. Raat heeft gewezen op overeenkomsten in de beschrijving van de vrouw in de gedichtencyclus en in het Boekenweekgeschenk: in beide werken, specifiek gedicht XVIII van de cyclus, heeft de vrouw wimpers als waaiers en handen als jonge vogeltjes.
Voor de grootmoeder van Karel Rotteveel stond Hermans' grootmoeder van moederskant model. Volgens Hermans' biograaf Hans van Straten had zij grote invloed op haar kleinkinderen en was zij 'heerszuchtig' en 'uiterst spraakzaam', in staat om ruzies uren vol te houden. Deze grootmoeder stond ook model voor de grootmoeder van Arthur Muttah in de roman De tranen der acacia's uit 1949.

## Samenvatting
Het verhaal begint op 6 maart 1944. Vanaf 10 oktober 1944 loopt het nog enige tijd door zonder datering. Het bestrijkt de periode waarin de geallieerde invasie op de stranden van Normandië, de bevrijding van Zuid-Nederland en de Slag om Arnhem plaatsvonden, toen het einde van de Bezetting weliswaar nabij leek, ofschoon velen niet de uiteindelijke bevrijding van Noord-Nederland en het einde van de Tweede Wereldoorlog in Europa in mei 1945 zouden meemaken. Dit abrupt afgebroken fictieve dagboek laat in het ongewisse wat er met de schrijver ervan is gebeurd, waarmee gesuggereerd wordt dat hij tot deze laatsten behoorde.
Het verhaal speelt zich af tijdens de Duitse bezetting van Nederland in de Tweede Wereldoorlog. Het begint op 6 maart 1944 als de 23-jarige Madelon vanuit het hoofdpostkantoor aan de Nieuwezijds Voorburgwal te Amsterdam de meeuwen voert. Ze werkt als telegrafiste en is daardoor in contact gekomen met de 20-jarige Karel Rotteveel. Die staat haar beneden te bewonderen. Hij leeft onder een valse identiteit. Zijn vervalste persoonsbewijs als zogenaamde spoorwegbeambte is dermate slecht gemaakt dat hij bij een vluchtige controle reeds zou kunnen worden opgepakt en afgevoerd. Eerder dat jaar heeft Karel hulp verleend aan Douwe, die een foute tandarts heeft geliquideerd en vervolgens is opgepakt. Vervolgens wilde Karel spionageactiviteiten ontplooien en daarbij samen met Michiel, met een zender met behulp van morseseinen Duitse militaire geheimen naar Engeland zenden. Omdat noch Karel noch Michiel morse beheerst, heeft Karel echter ijskoud de eerste de beste telegrafiste gebeld om een privéafspraak te maken. Karel werd hopeloos verliefd op de oudere en beeldschone Madelon, die al vier jaar verloofd is met de 35-jarige Tjeu van der Vleure uit Limburg. Ze willen na de oorlog trouwen.
Michiel wordt per ongeluk door de Duitsers opgepakt, maar omdat zijn papieren vals zijn, wordt hij te werk gesteld in Duitsland. De professionele aandacht van Karel voor Madelon is hiermee ten einde, maar hij raakt privé steeds meer in haar netten verstrikt. Er ontstaat een driehoeksverhouding tussen Madelon, Tjeu en Karel, waarbij Madelon duidelijk de regie houdt. Dit alles tegen een achtergrond van illegaliteit in eigen land en een gebrek aan woonruimte. De ouders van Karel komen om bij een beschieting van een trein door Engelse vliegtuigen, maar de fraaie villa in Hilversum kan Karel als enig kind niet in bezit nemen omdat hij administratief niet bestaat. Hij doolt rond in Amsterdam met lotgenoten. Madelon legt hem uit dat de bekende waarzegster Leoni haar precies had verteld wanneer een onbekende jongeman haar zou bellen. Daarom is ze destijds op het vreemde verzoek van Karel ingegaan.
Terwijl Madelon steeds meer afglijdt, doolt Karel door Amsterdam. Op een ochtend wordt hij opgejaagd door Duitsers en hij schiet er een dood. Als represaille worden vijftien Amsterdammers doodgeschoten en steken de Duitsers een huizenblok in brand. Karel raakt gewond, maar ontsnapt. Een behulpzaam hoertje verleent hem eerste hulp. De verwondingen zijn pijnlijk en langzaam kwijnt Karel weg. Madelon komt hem nog één keer opzoeken en neemt zijn hond mee. Karel blijft met hoge koorts in zijn onderduikadres achter. Hij ziet smachtend dat een verpleegster van het Binnengasthuis iedere middag met kruimeltjes brood of aardappel de musjes voert. Zelf zou hij maar wat graag aldaar tussen de schone lakens liggen. Hij zal het niet lang meer uithouden.

## Ontstaans- en publicatiegeschiedenis
Het verhaal is een bewerking van het manuscript van Argeloze terreur, een nooit gepubliceerde roman die Hermans in de oorlog schreef. In 1962 vertelde hij in een interview met zijn latere biograaf Hans van Straten dat hij twee verhaallijnen combineerde, die beide echt gebeurd waren. De ene betreft 'amoureuze narigheden' die hemzelf betro0ffen, de andere betreft een 'verzetsgeschiedenis' die Hermans niet zelf beleefde, maar gebaseerd is op 'verhalen die vrienden van mij overkomen zijn'. Hermans concentreerde deze verschillende gebeurtenissen op één persoon. Zijn samenvatting luidt als volgt:
De held van het verhaal (...) heeft in het boek samen met een ander een aanslag gepleegd. Die ander is gepakt, hij niet, maar hij moet nu wel onderduiken. Hij heeft een liefdesgeschiedenis met een meisje dat werkt bij de Duitse telegrammencensuur. Zij bedriegt hem met haar Duitse chef en de indruk wordt gewekt dat zij de groep heeft verraden.
De held moet vluchten. (...) De volgende dag loopt hij naar een vriend, die ook in de groep zit, om hem te waarschuwen. Juist als hij het huis nadert, verschijnen daar ook Duitsers. Zij sommeren hem te blijven staan, maar hij loopt door en wordt aangeschoten. Hij verschuilt zich bij een hoer, die zijn wond verbindt. Daarna duikt hij onder bij de vrouw van een andere vriend, die ook gevangen zit. Het boek eindigt met de suggestie dat hij doodbloedt.
Vergelijking van deze samenvatting met het boekenweekgeschenk van 1993 wijst volgens Van Straten uit dat het om hetzelfde verhaal gaat.
Hermans bood het typoscript van Argeloze terreur na de oorlog aan John Meulenhoff van uitgeverij Meulenhoff aan, maar die wees het af met het argument dat de mensen geen behoefte hadden om over de oorlog te lezen. Ook uitgever G.A. van Oorschot stuurde het typoscript retour, omdat hij vond dat een serieuze zaak als het verzet geen onderwerp voor romans was. Daarop bood Hermans het aan bij De Bezige Bij, maar daar was net een gelijksoortig manuscript geaccepteerd, het debuut van Bert Schierbeek waarin zijn belevenissen als lid van verzetsgroep CS-6 waren opgetekend. Zelfs de titel, Terreur tegen terreur, leek op die van Hermans. De Bij liet weten: 'Wij moeten zeer zorgvuldig selecteren in verband met de papierschaarste.' Hermans zou zijn titel hebben moeten wijzigen als hij niet een epigoon van Schierbeek wilde lijken en daarom was de lol er voor hem af, zodat hij geen verdere pogingen deed het manuscript te publiceren.

## Structuur
De novelle heeft de vorm van een dagboek, maar bevat vele dialogen die in authentieke dagboeknotities ongebruikelijk zijn.

## Naschrift auteur
- "Brokstukken van dit dagboek zijn na het einde van de Duitse bezetting op verscheidene adressen in Amsterdam tevoorschijn gekomen. Ter gelegenheid van deze uitgave is de spelling gemoderniseerd en zijn alle eigennamen veranderd. De beschreven personages zijn trouwens, voor zover bekend, niet meer in leven. Hoe het met de dagboekschrijver zelf is afgelopen, die van stonde af aan een schuilnaam heeft gebezigd, is nooit opgehelderd."
- In de herziene versie van 1994 werd hieraan toegevoegd: "Nadat de eerste druk van dit verhaal in februari 1993 verschenen was, zijn er behalve nog enkele onbekende gedeelten, ook een paar verbeterde versies van de al gepubliceerde fragmenten ontdekt. Dit materiaal is in deze tweede druk verwerkt."